# Lothar Gothe
Lothar Gothe (* Januar 1944 in Belmicke, heute Bergneustadt, NRW) ist ein deutscher Ökobauer und Mitgründer der Sozialistischen Selbsthilfe Köln (SSK).

## Engagement in der Sozialistischen Selbsthilfe Köln
Lothar Gothe studierte in den 1960er Jahren Germanistik, Philosophie und Politikwissenschaft an der Universität Köln. 1967 veranstaltete er mit einer Künstlergruppe politische Happenings. 1968 wurde er Mitglied im Sozialistischen Deutschen Studentenbund (SDS), wo er dem anti-autoritären Flügel angehörte. Gothe lebte in einer Wohngemeinschaft, die Jugendliche aufnahm, die aus Heimen der Jugendfürsorge entflohen waren. 1969 zählte er mit Rainer Kippe zu den Mitgründern des Vereins „Sozialpädagogische Sondermaßnahmen Köln“, der sich 1974 in „Sozialistische Selbsthilfe Köln (SSK)“ umbenannte. Gothe beteiligte sich daran, Missstände in Fürsorgeheimen und der Psychiatrie anzuprangern, Arbeitsprojekte zu gründen, Wohngemeinschaften für ehemalige Psychiatriepatienten und Heimbewohner zu gründen sowie Häuser zu besetzen, um billigen Wohnraum zu erhalten. Gothe galt laut WDR 5 als einer der „Wortführer des SSK“. Immer wieder musste er sich vor Gericht verantworten.

## Tätigkeit als Ökobauer
Unter dem Eindruck des Unfalls im Atomkraftwerk Tschernobyl im Jahr 1986 begannen Gothe und der SSK, sich mit Ökologie und Landwirtschaft zu befassen. Gothe kaufte zwei Galloway-Rinder, erwarb brachliegendes Land und eignete sich landwirtschaftliches Wissen an. Zusammen mit Weggefährten baute er bei Bergneustadt einen ökologischer Betrieb für den Eigenbedarf („Subsistenzwirtschaft“) auf. Laut Selbstdarstellung von Mai 1990 gehörten zu diesem Gemeinschaftsprojekt auch ein Gemüsegarten, Kartoffelanbau, Obstbäume und Wald. Der Betrieb arbeitete „in enger Zusammenarbeit (…) mit anderen Projekten und Einzelinitiativen.“ Beteiligt waren „Alte, Kranke, Langzeitarbeitslose“ sowie „Psychiatriepatienten oder Heimjugendliche“.